# أوتو شبرنجل
أوتو غيرهارد كارل شبرنجل (27 ديسمبر 1852، في وارن أن دير موريتز – 8 يناير 1915، في برلين) كان جراحًا ألمانيًا.
درس الطب في جامعات توبنغن، ميونخ وروستوك، وحصل على درجة الدكتوراه في جامعة ماربورغ عام 1877. في ماربورغ عمل كمساعد للجراح فيلهلم روزر، ثم بعد ذلك أمضى ثلاث سنوات كمساعد لـ ريتشارد فون فولكمان في جامعة هاله. بعد ممارسة الطب لفترة قصيرة في فرانكفورت، تم تعيينه طبيبًا كبيرًا في مستشفى الأطفال في درسدن (1882). في عام 1896 انتقل إلى مستشفى في براونشفايغ كرئيس لقسم الجراحة. تم انتخابه رئيسًا لـ Deutsche Gesellschaft für Chirurgie (الجمعية الألمانية للجراحة)، لكنه توفي بعد فترة قصيرة بسبب الإنتان، الذي أصيب به عند إجراء عملية لمريض مصاب بجرح ناري.
كان مهتمًا بشكل خاص بالجراحة البطنية، وقدم قطعًا مستعرضًا تحت السرة يُعرف باسم "قطع شبرنجل". في عام 1891 وصف اضطرابًا خلقيًا يؤثر على لوح الكتف يُعرف الآن باسم "تشوه شبرنجل". وصف الحالة في ورقة بعنوان Die angeborene Verschiebung des Schulterblattes nach oben ("الإزاحة الخلقية للكتف إلى الأعلى").
تمت ترجمة كتابه التهاب الزائدة الدودية (1906) لاحقًا إلى الإنجليزية. وكان عمل آخر معروف لـ شبرنجل هو Über den Begriff 'Bruchanlage' in der Praxis (1909).